# Purworejo (Margoyoso)
Purworejo is een bestuurslaag in het regentschap Pati van de provincie Midden-Java, Indonesië. Purworejo telt 2051 inwoners (volkstelling 2010).